# Station Wijnendale
Station Wijnendale is een voormalige spoorweghalte in Wijnendale een deelgemeente van de Vlaamse stad Torhout. Het lag aan spoorlijn 62, de spoorlijn die Oostende met Torhout verbond.
0: Oostende ·
0: Oostende-Stad ·
1,9: Stene ·
5,9: Snaaskerke ·
8,9: Gistel ·
11,6: Moere ·
13,8: Eernegem ·
16,7: Ichtegem ·
20,0: Wijnendale ·
24,4: Torhout